# Южне (Феодосійський район)
Ю́жне (до 1945 року — Султа́н-Сала́, крим. Sultan Sala) — село в Україні, у складі Феодосійського району Автономної Республіки Крим.
Відстань від райцентру до населеного пункта становить 8 кілометрів по прямій.
В 1779 році депортовані росією з Криму вірмени заснували на Дону однойменне село Султан-Сали.